# Jelena Anatoljewna Laschmanowa

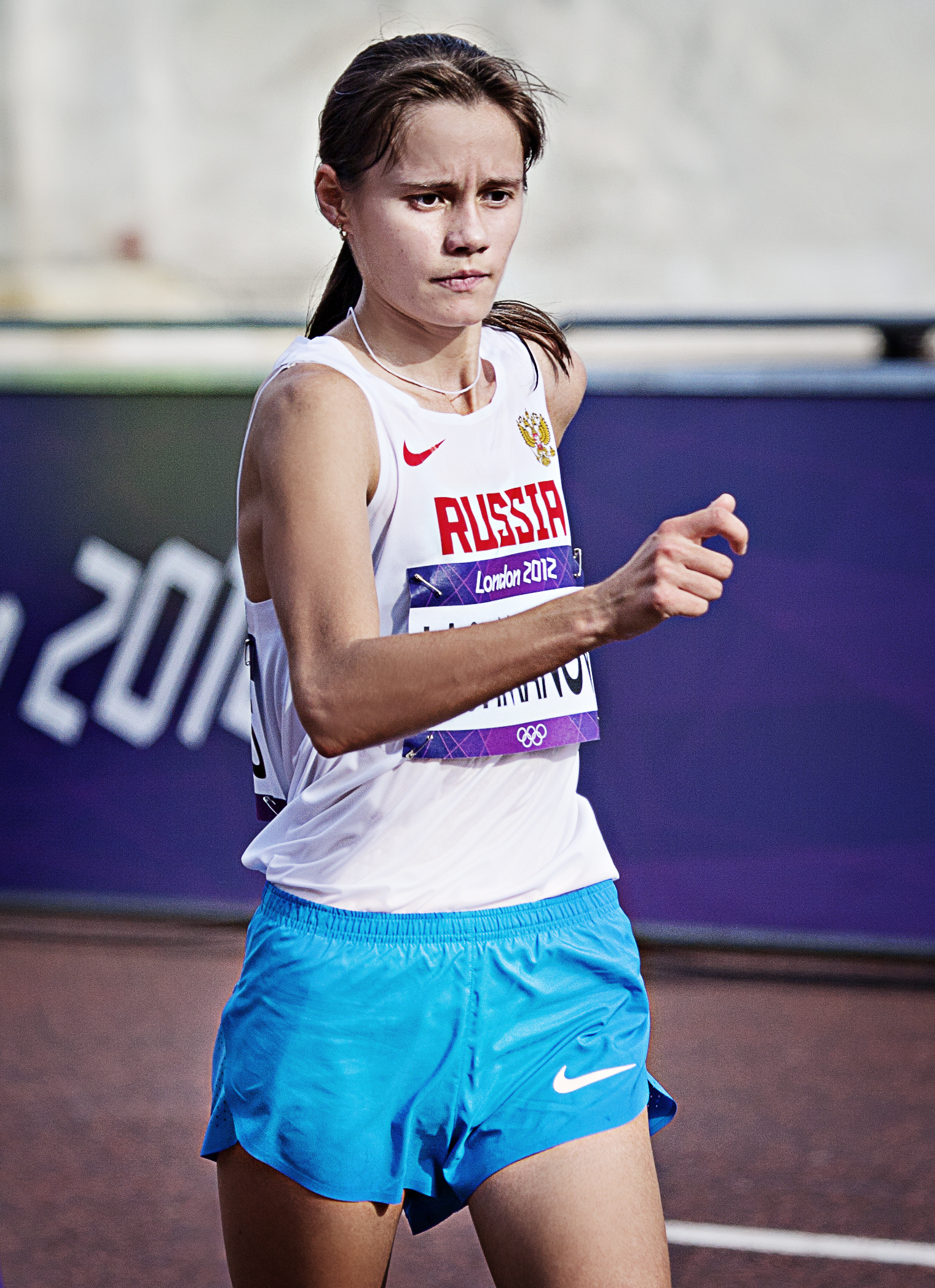
Jelena Laschmanowa bei den Olympischen Spielen 2012

Jelena Anatoljewna Laschmanowa (russisch Елена Анатольевна Лашманова; * 9. April 1992 in Saransk, Mordwinien) ist eine russische Geherin.

## Sportliche Erfolge
Jelena Laschmanowa war in der Jugend in allen Altersklassen sehr erfolgreich. Bei den Jugendweltmeisterschaften 2009 in Brixen gewann sie über 5 km die Goldmedaille, ebenso wie bei den Juniorenweltmeisterschaften 2010 in Moncton und den Junioreneuropameisterschaften 2011 in Tallinn über 10 km. Den Titel 2011 im 10.000-Meter-Bahngehen gewann sie mit neuem Juniorenweltrekord von 42:59,48 min.
Bei den Olympischen Spielen 2012 in London gewann sie den Titel im 20-km-Gehen mit der Weltrekordzeit von 1:25:02 h. In derselben Disziplin wurde sie im Jahr darauf Weltmeisterin, ihre Zeit lag bei 1:27:03 h. Beide Titel wurden ihr später wegen Dopingvergehen wieder aberkannt.
Am 5. September 2020 erreichte sie in Woronowo eine neue Weltbestzeit über 50 km in 3:50:42 h.

## Dopingvergehen
Im Juni 2014 wurde sie der Einnahme des verbotenen Muskelaufbaupräparates Endurobol überführt und wegen Dopings für zwei Jahre gesperrt.
Im Zuge der Ermittlungen zum Staatsdoping in Russland wurden weitere Vergehen von Laschmanowa aufgedeckt. Laut der Athletics Integrity Unit wurden ihr im Jahr 2022  alle Ergebnisse zwischen dem 18. Februar 2012 und dem 3. Januar 2014 aberkannt, darunter auch der Olympiasieg 2012 und der WM-Titel 2013. Zudem wurde sie erneut für zwei Jahre gesperrt, die Strafe gilt rückwirkend vom 9. März 2021.